# Mary's Prayer
Mary's Prayer è un singolo della band scozzese Danny Wilson del 1987.  
È peraltro il loro brano di maggiore successo. Essendo inserita nel 1998 nella colonna sonora di Tutti pazzi per Mary, dato il richiamo per il nome della protagonista, ha ritrovato nell'occasione un breve revival di popolarità. 